# Telomero
Il telomero è la regione terminale di un cromosoma composta di DNA altamente ripetuto che protegge l'estremità del cromosoma stesso dal deterioramento o dalla fusione con cromosomi confinanti.  Il suo nome deriva dal nome greco telos (τέλος) 'fine' e da merοs (μέρος, radice: μερ-) 'parte.' Nei vertebrati la sequenza di nucleotidi nei telomeri è TTAGGG. Questa sequenza TTAGGG si ripete circa 2500 volte negli umani.
Si pensava fosse una regione non codificante, ma recenti scoperte hanno dimostrato che produce trascritti di RNA detti TERRA, che si ipotizza siano implicati nella regolazione della telomerasi. Il telomero ha un ruolo determinante nell'evitare la perdita di informazioni durante la duplicazione dei cromosomi, poiché la DNA polimerasi non è in grado di replicare il cromosoma fino alla sua terminazione.
Se non vi fossero i telomeri, la replicazione del DNA comporterebbe il rischio di una significativa perdita d'informazione genetica a ogni replicazione, quando i telomeri vengono tagliati o accorciati. Diversi studi ipotizzano che il progressivo accorciamento dei telomeri a ogni ciclo replicativo sia associato all'invecchiamento cellulare (fase di senescenza).

## Natura e funzione dei telomeri
Il telomero è composto da sequenze ripetute di DNA che si associano a diverse proteine, ad esempio il complesso Shelterin nell'uomo; la sua funzione è quella di proteggere le terminazioni dei cromosomi, consentire la divisione cellulare, proteggere dall'invecchiamento e dal cancro. Il telomero impedisce la degradazione progressiva dei cromosomi con rischio di perdita di informazione genetica, ma, d'altra parte, tale regione, non presentando una corretta struttura a doppia elica, presenta il rischio di fusione tra due regioni telomeriche di cromosomi diversi.
I telomeri sono estesi dall'enzima telomerasi, che rappresenta una classe di retrotrascrittasi specializzate che usano un filamento di RNA, che è una parte integrante dell'enzima stesso, per aggiungere ripetizioni ricche di timina e guanina alla porzione terminale 3' del filamento cromosomico. Le telomerasi sono presenti in numerosi organismi (tra cui l'uomo), ma non in tutti (e soprattutto non in tutte le fasi dello sviluppo). In particolare, nell'uomo le telomerasi (così come nella maggior parte degli eucarioti multicellulari) sono attive solo nelle cellule della linea germinale: ciò significa che, ad ogni replicazione, i telomeri umani si accorciano di un certo numero di paia di basi.
Esistono teorie che associano il continuo accorciarsi dei telomeri con la senescenza delle cellule della linea somatica e con la prevenzione del cancro. Questo perché i telomeri agirebbero come una sorta di orologio biologico, legato cioè ad un numero massimo di mitosi (e di replicazioni del DNA), al termine del quale la cellula sarebbe troppo vecchia per essere mantenuta in vita e prenderebbe la via dell'apoptosi cioè la morte cellulare programmata. Per garantire un efficace ricambio cellulare, in ogni caso, in molti tessuti dell'organismo sono presenti cellule staminali, che mantengono la corretta lunghezza dei telomeri attraverso meccanismi diversi, poiché come si è detto, le telomerasi sono espresse solo nella linea germinale. È stata sviluppata per le staminali una teoria, la teoria del filamento immortale, secondo la quale, essa, tramite una anafase non casuale, conserva i due filamenti originali per sé, lasciando i filamenti accorciati per la cellula figlia non staminale.
Il meccanismo molecolare attraverso cui i telomeri troppo corti possono portare alla morte cellulare sembra essere legato alla perdita del loro corretto ripiegamento naturale (evento legato ad una loro dimensione troppo ristretta). Secondo alcune teorie comunemente accettate, la cellula è infatti in grado di riconoscere questo diverso ripiegamento come danno al DNA, avviando il pathway dell'apoptosi sulla base dell'attività di molecole come p53. Tale processo di morte cellulare può anche essere avviato da una fusione tra cromosomi.
Nell'uomo, la sequenza ripetuta nei telomeri è composta di sei nucleotidi TTAGGG, ripetuti per una lunghezza che va da 3 a 20 kilobasi. Sono presenti 100-300 kilobasi addizionali di ripetizioni telomero-associate, che si dispongono tra il telomero ed il resto del cromosoma. La sequenza telomerica varia da specie a specie (si veda il paragrafo sulle sequenze telomeriche), ma generalmente è ricca in GC.
Nella maggior parte dei procarioti, i cromosomi sono circolari: ciò significa che non presentano alcun tipo di telomero. Una piccola parte dei cromosomi batterici, tuttavia, sono lineari e possiedono regioni telomeriche, che sono comunque molto differenti da quelle eucariotiche, sia a livello di struttura che di funzione. È questo il caso di Streptomyces e Borrelia.

## Accorciamento dei telomeri

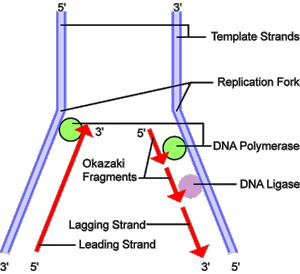
Il filamento lagging durante la replicazione del DNA

I telomeri si accorciano a causa del meccanismo di replicazione del filamento lagging del DNA. Dal momento che la replicazione del DNA non ha inizio dalle estremità, ma da varie regioni più centrali di ogni cromosoma, e che tutte le DNA polimerasi polimerizzano in direzione 5'→3' (spostandosi in direzione 3'→5'), infatti, il DNA in replicazione presenta un filamento leading e uno lagging.
Sul filamento leading, la DNA polimerasi III può produrre un filamento complementare senza ostacoli, perché procede da 5' a 3'. Al contrario, c'è un problema riguardo al senso 3'→5' che l'enzima dovrebbe prendere sul lagging. Per risolvere questo problema, piccole sequenze di RNA (RNA primer) legano tale filamento e agiscono come innesco, favorendo l'attacco della DNA polimerasi III e l'avvio della polimerizzazione. Questo processo genera la formazione dei frammenti di Okazaki.
I frammenti di Okazaki, nei procarioti, sono processati infine dalla DNA polimerasi I, che sostituisce l'RNA dei primers con DNA, e dalla DNA ligasi, che unisce i frammenti consecutivi mediante legame fosfodiesterico. Questo accade presso tutti i siti del filamento lagging, ma non dove si appaia primer terminale di RNA. In questa regione, infatti, l'RNA viene distrutto dall'enzima RNAsi H, ma non c'è alcuna sostituzione con DNA. Questo genera un continuo processo di accorciamento di queste regioni, che si trovano appunto presso i telomeri.

## Estensione dei telomeri e cancro
La presenza di un limite al numero di divisioni cellulari, dovuto all'accorciamento dei telomeri, fu individuato per la prima volta da Leonard Hayflick. Tali osservazioni lo portarono ad avanzare l'ipotesi di un ben preciso numero massimo di mitosi, che fu appunto definito limite di Hayflick.
La correlazione tra senescenza e numero di Hayflick, in ogni caso, fu provata solo nel 1998, quando la Geron Corporation mise a punto tecniche in grado di estendere i telomeri, che comportavano un notevole rallentamento della senescenza delle cellule. Numerosi sostenitori delle tecnologie per l'allungamento della durata della vita, infatti, hanno da tempo concentrato la loro attenzione sul ruolo dei telomeri e sulle possibilità di allungarli. Ciò sarebbe in linea di principio possibile attraverso l'induzione delle telomerasi temporaneamente (per via farmacologica) o permanentemente (attraverso la terapia genica). Tali approcci, in ogni caso, non sono stati confermati da studi indipendenti sull'uomo, sebbene nel 2006 la Geron Corporation abbia annunciato lo sviluppo di due possibili farmaci in grado di attivare la telomerasi.
Nel 2003 i ricercatori hanno individuato che i telomeri si estendono in maniera via via maggiore con l'invecchiamento dell'organismo. Questa iniziale teoria è stata poi in seguito superata. Attualmente si sa che gli individui più anziani hanno in media telomeri più lunghi dei giovani non perché queste strutture cromosomiche si siano allungate, ma poiché una mortalità selettiva ha colpito maggiormente gli individui con telomeri più corti. Il valore medio risulta quindi più alto nella parte di popolazione dove gli individui a telomeri corti non esistono più. Questo è anche dimostrato dal fatto che tra i giovani la variabilità è alta, mentre è molto bassa negli individui più anziani. Il fenomeno quindi s'interpreta nell'ottica della selezione naturale.
Anche uno studio condotto sul verme nematode Caenorhabditis elegans indica che l'estensione dei telomeri può allungare la vita. Sono infatti stati realizzati due gruppi di vermi, aventi come unica differenza la lunghezza dei telomeri. Il verme con i telomeri più lunghi ha mostrato, in media, una aspettativa di vita superiore del 20% a quello con telomeri non modificati. Un effetto collaterale mostrato da questo approccio in C. elegans è l'incrementata resistenza al calore: le ragioni che spiegano tale aspetto non sono chiare.
Le principali perplessità della comunità scientifica riguardo a questo tipo di approccio, comunque, riguardano l'eventuale rischio cancerogeno che tali farmaci potrebbero comportare: l'allungamento della vita di ogni cellula, infatti, è intrinsecamente correlato ad un aumento della vulnerabilità al cancro.
D'altra parte, il mantenimento della lunghezza dei telomeri è un segno distintivo di molti tipi di cancro nei mammiferi. Nell'uomo, ad esempio, numerosi tumori sono in grado di aumentare l'attività della telomerasi, ottenendo una capacità di replicazione pressoché infinita. Altri tipi di carcinoma, invece, sono in grado di avviare pathway alternativi di allungamento dei telomeri (noti come ALT, dall'inglese alternative lengthening of telomeres), che coinvolgono il trasferimento di ripetizioni telomeriche in tandem tra cromatidi fratelli. Il meccanismo di attivazione di ALT, in ogni caso, non è ancora molto ben definito.
Tecniche sicure di estensione dei telomeri, in ogni caso, sono e saranno utili soprattutto nel campo dell'ingegneria tissutale, dal momento che permetterebbero di produrre grandi quantità di cellule sane e non cancerogene da usare per sostituzioni di tessuti danneggiati (ad esempio tessuto cutaneo in seguito ad ustioni).
C'è però da aggiungere, che secondo altri ricercatori i telomeri non sarebbero un indice del potenziale replicativo cellulare; tra coloro che hanno fornito confutazioni a questa ipotesi ci sono: 
Elizabeth Blackburn (con l'articolo su Nature 408,53,2000), Vincent Cristofalo, James Smith, Malcolm H. Goyns e Harry Rubin.

Ad esempio Goyns provò ad allevare topi privati del gene per la telomerasi, notando che nelle due generazioni osservate non vi era invecchiamento precoce nonostante i telomeri corti; inoltre è da notare il fatto che i telomeri dei topi hanno una lunghezza compresa tra 20 e 250 kilobasi, mentre quelli umani, specie che vive mediamente 40 volte di più, sono lunghi dalle 15 alle 25 kilobasi. (Tuttavia bisogna considerare che nelle cellule del topo avvengono molte più divisioni mitotiche di quante se ne verifichino nelle cellule dell'uomo).

## Sequenze telomeriche
| Tipo di organismo           | Nome scientifico                           | Ripetizione telomerica (direzione 5' -> 3')                           |
| Vertebrati                  | Homo sapiens, Mus musculus, Xenopus laevis | TTAGGG                                                                |
| Funghi                      | Neurospora crassa, Physarum, Didymium      | TTAGGG                                                                |
| Protisti                    | Dictyostelium discoideum                   | AG(1-8)                                                               |
| Kinetoplastea (protozoi)    | Trypanosoma, Crithidia                     | TTAGGG                                                                |
| Protozoi ciliati            | Tetrahymena, Glaucoma                      | TTGGGG                                                                |
| Protozoi ciliati            | Paramecium                                 | TTGGG(T/G)                                                            |
| Protozoi ciliati            | Oxytricha, Stylonychia, Euplotes           | TTTTGGGG                                                              |
| Apicomplexa                 | Plasmodium                                 | TTAGGG(T/C)                                                           |
| Piante superiori            | Arabidopsis thaliana                       | TTTAGGG                                                               |
| Alghe verdi                 | Chlamydomonas                              | TTTTAGGG                                                              |
| Insetti                     | Bombyx mori                                | TTAGG                                                                 |
| Nematodi                    | Ascaris lumbricoides                       | TTAGGC                                                                |
| Lieviti a scissione binaria | Schizosaccharomyces pombe                  | TTAC(A)(C) G(1-8)                                                     |
| Lieviti gemmanti            | Saccharomyces cerevisiae                   | TGTGGGTGTGGTG (da stampo RNA) o G(2-3)(TG)(1-6) T (sequenza consenso) |
| Lieviti gemmanti            | Candida glabrata                           | GGGGTCTGGGTGCTG                                                       |
| Lieviti gemmanti            | Candida albicans                           | GGTGTACGGATGTCTAACTTCTT                                               |
| Lieviti gemmanti            | Candida tropicalis                         | GGTGTA[C/A]GGATGTCACGATCATT                                           |
| Lieviti gemmanti            | Candida maltosa                            | GGTGTACGGATGCAGACTCGCTT                                               |
| Lieviti gemmanti            | Candida guillermondii                      | GGTGTAC                                                               |
| Lieviti gemmanti            | Candida pseudotropicalis                   | GGTGTACGGATTTGATTAGTTATGT                                             |
| Lieviti gemmanti            | Kluyveromyces lactis                       | GGTGTACGGATTTGATTAGGTATGT                                             |